# 谷五郎のOH!ハッピーモーニング
『谷五郎のOH!ハッピーモーニング』（たにごろうのオー ハッピーモーニング）は、1998年4月6日から2006年3月30日までラジオ関西（AM神戸）で放送されていたワイド番組である。
前身の2番組『ま～るい地球と…谷五郎モーニング』（1991年4月 - 1995年3月）、『ラジオRAMDA GORO探検隊』（1995年4月 - 1998年3月）も含めて谷五郎のワイド番組が平日の午前7時台から午前11時にかけ、15年にわたって放送されていたが、ラジオ関西2006年春の改編とともに終了した。

## 放送時間
いずれも日本標準時。
- 月曜 - 木曜 7:00 - 11:00 （1998年4月6日 - 2001年3月）
- 月曜 - 木曜 8:00 - 11:00 （2001年4月2日 - 2004年9月）
- 月曜 - 木曜 7:30 - 11:00 （2004年10月 - 2006年3月30日）

## 出演者

### 番組終了時の出演者
- パーソナリティ：谷五郎
- 月曜・火曜アシスタント：澤知香（2001年4月2日 -2006年3月28日 ）[1]
- 水曜・木曜アシスタント：藤原正美[2]
- 「ビビビな街角」中継リポーター：喜多村牧

### 途中降板した出演者
前身の2番組に出演していた人物も含む。
- 月曜・火曜アシスタント：池田奈月（ - 2001年3月）[1]
- 魚住由紀

## 番組グッズ
- ステッカー
- 瓦せんべい